# 横糙鸟蛤
横糙鸟蛤（学名：Acrosterigma transcendens），又名紫點鳥尾蛤、肥糙鸟蛤，是帘蛤目鸟尾蛤科Acrosterigma的一种。分布於中国大陆、台湾、南沙群島、南非、澳大利亞及其他南太平洋海域，常栖息在潮间带沙滩或泥滩。長25-32 mm，模式種採自澳大利亞昆士蘭州的托雷斯海峡。